# Allonne, Oise
Allonne är en kommun i departementet Oise i regionen Hauts-de-France i norra Frankrike. Kommunen ligger i kantonen Beauvais-Sud-Ouest som tillhör arrondissementet Beauvais. År 2022 hade Allonne 1 737 invånare.

## Befolkningsutveckling
Antalet invånare i kommunen Allonne
| Referens: INSEE |